# Chorinaeus opacitas
Chorinaeus opacitas là một loài tò vò trong họ Ichneumonidae.